# Bismarckia nobilis
Bismarckia nobilis Hildebrandt & H.Wendl., 1881. è una palma endemica del Madagascar; è l'unica specie del genere Bismarckia.
Il nome del genere è un omaggio a Otto von Bismarck, primo cancelliere dell'Impero tedesco.

## Descrizione

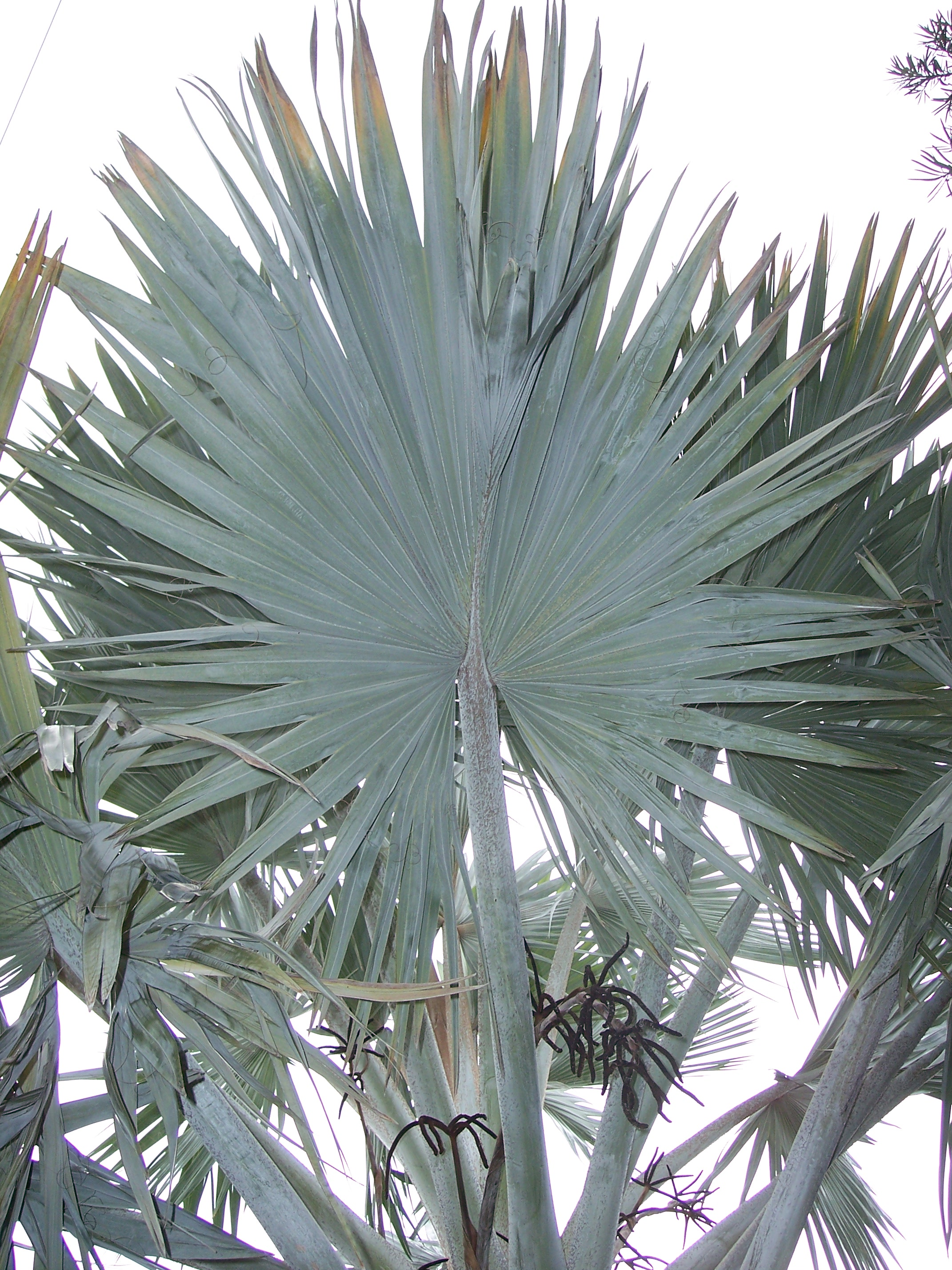
Foglie

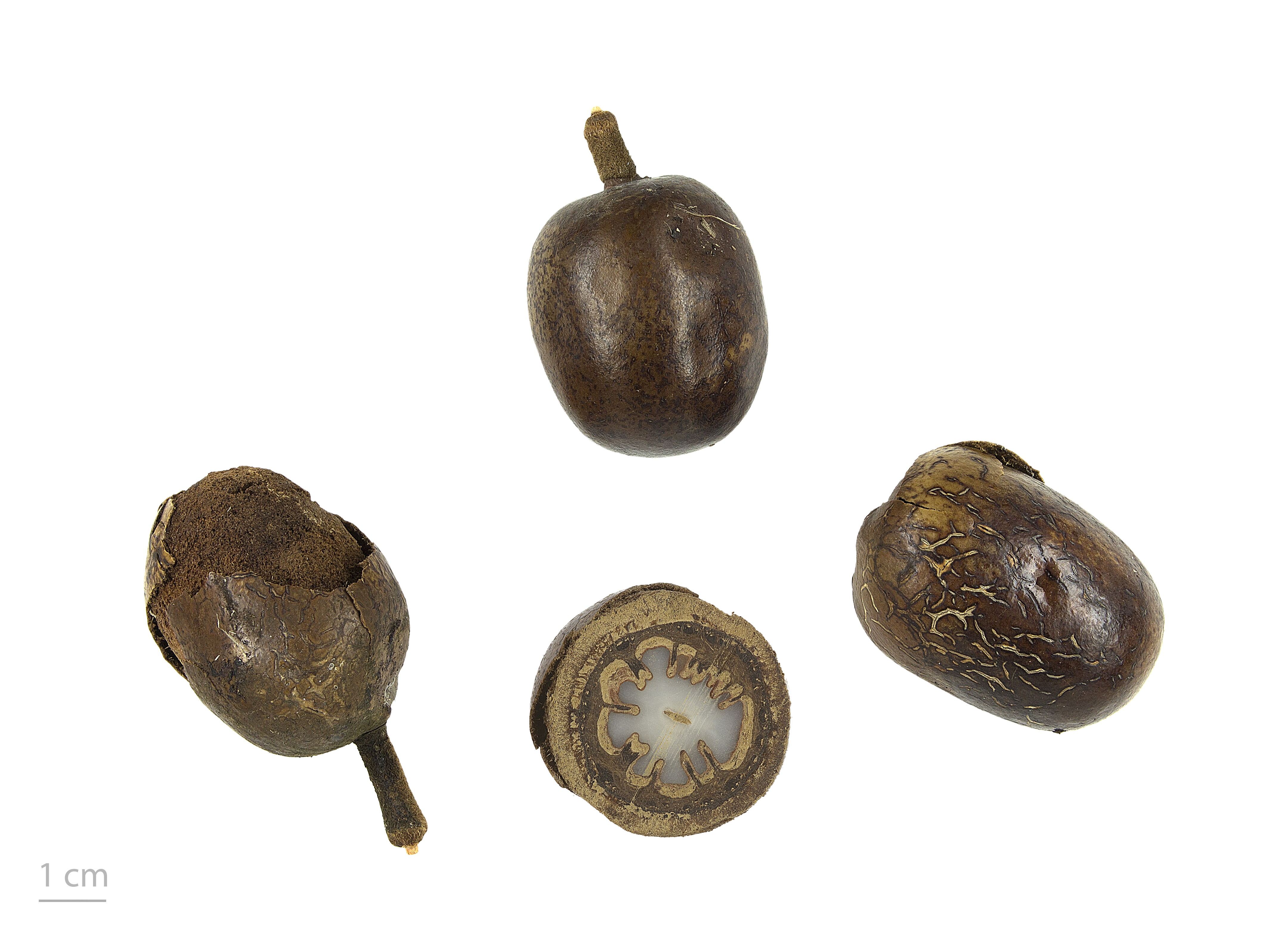
Frutti

Il fusto, di colore grigiastro, può raggiungere i 10 m di altezza.
Le foglie, di diametro sino a 3 m, hanno una caratteristica colorazione grigio-azzurra.

## Distribuzione e habitat
Originaria del Madagascar, la specie è comune soprattutto nel nord dell'isola, dal livello del mare sino a 800 m di altitudine.
È stata introdotta dall'uomo in molte altre aree del mondo con clima tropicale o subtropicale.